# Ткачёв, Григорий Елизарович
Григорий Елизарович Ткачёв (11 марта 1915, Великая Знаменка, Таврическая губерния — 2 ноября 1987, Кировоград) — советский военнослужащий, участник Великой Отечественной войны, Герой Советского Союза, заместитель штурмана 240-го гвардейского бомбардировочного авиационного полка по радионавигации 36-й бомбардировочной авиационной дивизии 1-го гвардейского бомбардировочного авиационного корпуса 18-й воздушной армии, гвардии майор. Герой Советского Союза.

## Биография
Родился 11 марта 1915 года в селе Великая Знаменка, ныне Каменско-Днепровского района Запорожской области. Член ВКП(б)/КПСС с 1942 года. Окончил семь классов неполной средней школы и школу фабрично-заводского ученичества. Работал слесарем на станции Марганец Днепропетровской области.
В 1937 году призван в ряды Красной Армии. Окончил в 1937 году Ейское военно-морское авиационное училище лётчиков, в 1941 году — Рязанскую высшую школу штурманов. В боях Великой Отечественной войны с июня 1941 года.
К февралю 1945 года заместитель штурмана 240-го гвардейского бомбардировочного авиационного полка по радионавигации гвардии майор Г. Е. Ткачёв совершил 263 боевых вылета на бомбардировку военно-промышленных объектов в глубоком тылу противника, а также скоплений его войск, нанеся ему значительный урон. В семи воздушных боях сбил один самолёт врага.
Указом Президиума Верховного Совета СССР от 29 июня 1945 года за образцовое выполнение боевых заданий командования по уничтожению живой силы и техники противника и проявленные при этом мужество и героизм гвардии майору Григорию Елизаровичу Ткачёву присвоено звание Героя Советского Союза с вручением ордена Ленина и медали «Золотая Звезда».
В 1954 году окончил Краснодарскую высшую офицерскую школу штурманов. С 1958 года подполковник Г. Е. Ткачёв — в запасе. Жил в Кропивницком (тогда — Кировоград). Скончался 2 ноября 1987 года. Похоронен в Кропивницком в Пантеоне Вечной Славы.

## Награды
Награждён двумя орденами Ленина, двумя орденами Красного Знамени, орденами Отечественной войны 1-й степени, Красной Звезды, медалями.